# Smrčiny

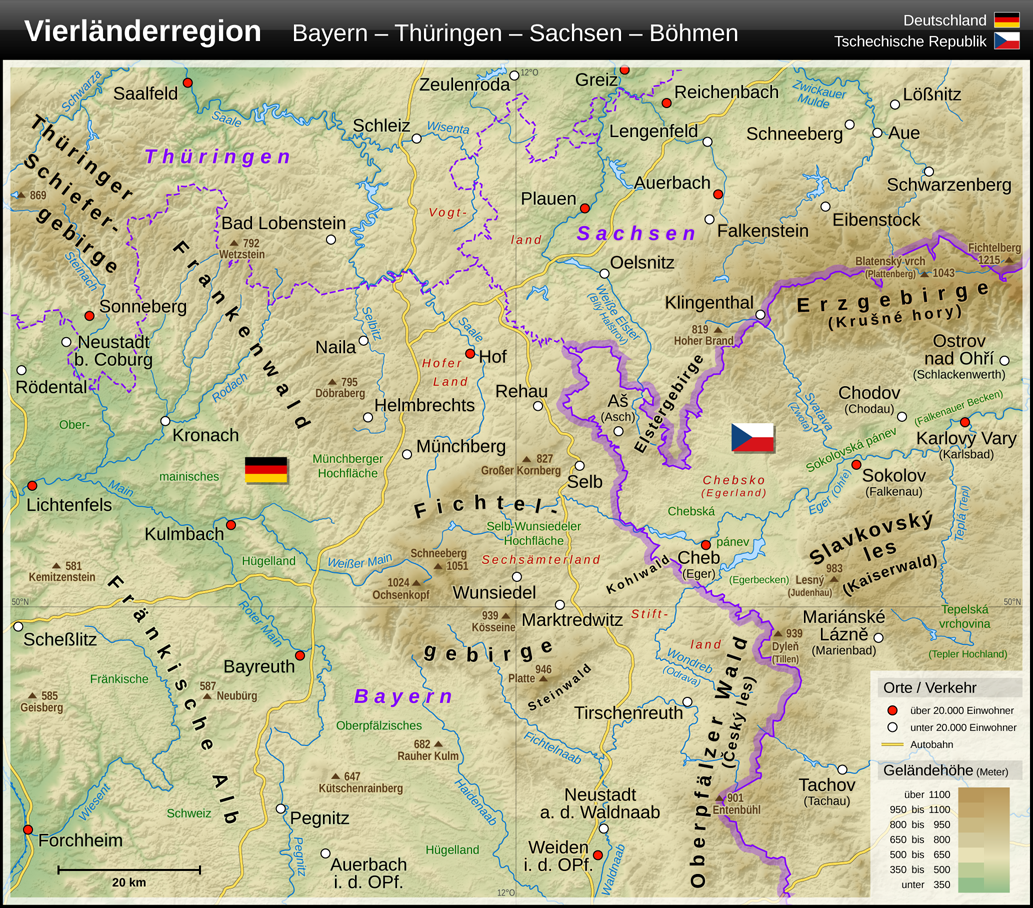
Bavorsko-durynsko-sasko-české pomezí

Smrčiny (německy Fichtelgebirge) jsou členitá hornatina až pahorkatina a geomorfologický celek rozkládající se ve středovýchodním Německu na severovýchodě Bavorska, okrajově přesahující také do  Saska a do Ašského výběžku v západních Čechách. Na rozloze čítající 1020 km² byl vyhlášen Přírodní park Smrčiny (Naturpark Fichtelgebirge). Na českém území mají Smrčiny rozlohu 289 km² a střední výšku 572,1 m n. m.
Hazlovská pahorkatina (německy Elstergebirge, Halštrovské hory) na česko-saském pomezí se z pohledu českého členění ještě považuje za východní část Smrčin. Z německého pohledu je to už jihozápadní výběžek Krušných hor.
Na severu sahají Smrčiny zhruba po město Hof, na západě po Bayreuth a Kulmbach (dálnice A9), na jihu po Erbendorf a Tirschenreuth (silnice B22).

## Přístup
Smrčiny se rozkládají zhruba v oblasti mezi městy Hof, Bayreuth, Weiden a Cheb. Ze západní strany je do pohoří dobrý přístup směrem od Bayreuthu; z východní strany Smrčin je komunikací méně kvůli železné oponě, která tudy do roku 1989 probíhala. Po jejím zrušení a později po vstupu Česka do schengenského prostoru se zde dopravní i turistický ruch výrazně zvýšil.
Dopravní osou je od severu k jihu dálnice A93 a kolmo na ni silnice B303 (E48), křižují se ve městě Marktredwitz, stejně jako železnice.

## Geomorfologické členění
Smrčiny jsou jedním z celků, kde český systém geomorfologického členění nenavazuje úplně na německý. Z českého pohledu jsou součástí Krušnohorské hornatiny, z německého pak Durynsko-franského středohoří. Tyto nadřazené oblasti přitom nelze dost dobře ztotožnit.
| - systém: Hercynský systém - subsystém: Hercynská pohoří - provincie: Česká vysočina - subprovincie: Krušnohorská subprovincie - oblast: Krušnohorská hornatina - celek: Smrčiny (IIIA-1) - podcelky: Ašská vrchovina, Hazlovská pahorkatina, Chebská pahorkatina | - Großregion: Středoněmecká vysočina - Region: Östliche Mittelgebirge - Haupteinheitengruppe: Thüringisch-Fränkisches Mittelgebirge - Haupteinheit: Fichtelgebirge (Smrčiny) - Meynen: - 393 Münchberger Hochfläche (Münchberská náhorní plošina) - 394 Hohes Fichtelgebirge (Vysoké Smrčiny) - 395 Selb-Wunsiedler Hochfläche (Selbsko-wunsiedelská náhorní plošina) - 396 Naab-Wondreb Senke (Naabsko-odravská brázda) |

## Vrcholy
Nejvyšší horou Smrčin je Schneeberg s nadmořskou výškou 1051 m. Na českém území je nejvyšší Háj (757 m). Další české vrcholy: Stráž (718 m), Štítarský vrch (716 m), Výhledy (656 m), Blatná (643 m),Zelená Hora (641 m), Jelení vrch (628 m), Lužský vrch (607 m).

## Lyžování
Na české straně Smrčin mohou lyžaři využít areál na vrchu Háj, který je vhodný zejména pro začínající lyžaře.
- Aš
- Hazlov
- Libá
- Vojtanov
- Skalná
- Plesná
- Krásná
- Bříza (Cheb)

## Řeky
Ve Smrčinách se nachází jedno z hlavních německých rozvodí, odkud voda míří do tří různých veletoků. Pramení zde řeky Bílý Mohan (zdrojnice Mohanu na povodí Rýna), Fichtelnaab (jedna ze zdrojnic Náby na povodí Dunaje), a Sála a Ohře, významné přítoky Labe. V Hazlovské pahorkatině pramení ještě Bílý Halštrov, přítok Sály.